# لامونت ماك
لامونت ماك (بالإنجليزية: Lamont Mack)‏ مواليد 16 مارس 1987 في شيكاغو، هو لاعب كرة سلة أمريكي. بدأ مسيرته الاحترافية في سنة 2009. يحمل الرقم 7. يبلغ طوله 6 قدم 7 بوصة (2.0 م).

## المسيرة الاحترافية
لعب مع نادي إيه إي كي لكرة السلة من سنة 2009 إلى 2011، ثم لعب مع نادي أكاديميك لكرة السلة في موسم 2011–2012، ثم لعب مع فيكتوريا يبرتاس بيزارو في الدوري الإيطالي في موسم 2012–2013، ثم لعب مع نادي بلد الوليد لكرة السلة في الدوري الإسباني في سنة 2014، ثم لعب مع إس تي بي لو هافر في الدوري الفرنسي في سنة 2016.

## روابط خارجية
- لامونت ماك على موقع الدوري الإسباني لكرة السلة (الإسبانية)
- لامونت ماك على موقع كرة السلة الأوروبية.كوم (الإنجليزية)
- لامونت ماك على موقع كلية كرة السلة في سبورتس رفرنس.كوم (الإنجليزية)
- لامونت ماك على موقع ريلجم (الإنجليزية)
- لامونت ماك على موقع بروبوليرز (الإنجليزية)
- لامونت ماك على موقع سبورتس رفرنس (الإنجليزية)